# Ninja Gaiden: Ragebound
Ninja Gaiden: Ragebound — гра в жанрі hack and slash з елементами платформера, розроблена студією The Game Kitchen та видана компанією Dotemu за ліцензією Koei Tecmo. Це спін-оф серії Ninja Gaiden, створеної Team Ninja. Гра вийшла для Windows, Nintendo Switch, PlayStation 4, PlayStation 5, Xbox One та Xbox Series X/Series S  31 липня 2025 року.

## Ігровий процес
Ninja Gaiden: Ragebound — це двовимірний сайд-скрол екшн. Гравець бере на себе роль Кенджі Мозу — юного нінджя, який має захистити село Хаябуса від демонів. Кенджі володіє катаною та спеціалізується на ближньому бою. Більшість ворогів можна вбити одним ударом, хоча в грі є й посилені види ворогів і боси, які витримують кілька атак. Час від часу деякі вороги підсвічуються рожевим або синім кольором — їх можна здолати лише за допомогою певних прийомів. Після перемоги над такими ворогами Кенджі входить у стан «гіперзаряду», що дозволяє вбивати рядових ворогів одним ударом.
Кенджі дуже спритний: він може ухилятися, відбивати дальні атаки, лазити по стелі, стрибати в повітрі та дертися по стінах. Також він здатен виконувати «Гільйотинний стрибок» (англ. Guillotine boost), що дозволяє йому бити ворогів і відскакувати від них та від снарядів. Після проходження рівня гравець отримує оцінку за свої дії за спеціальною шкалою.
У міру розвитку сюжету Кенджі зустрічає Куморі — куноічі з Клану Чорного Павука. Після смертельної сутички їхні душі зливаються, і Кенджі отримує можливість користуватися техніками Куморі в бою. Куморі добре володіє дальнім боєм із використанням кунаї та вміє телепортуватися на короткі відстані, долаючи перешкоди, які недосяжні для Кенджі. Гравці можуть збирати «Кі» з ворогів і використовувати його для призову потужної «Зброї Павука», такої як кама чи чакрам.
Також гравці можуть входити в альтернативний демонічний вимір, взаємодіючи з вівтарями демонів на рівні. Ці сегменти являють собою обмежені за часом випробування з платформінгу, де керуючи Куморі, потрібно знаходити та проходити приховані шляхи, невидимі для Кенджі.

## Розробка
Гру розробила студія The Game Kitchen. Компанія Dotemu отримала від Koei Tecmo можливість створити 2D-гру у серії Ninja Gaiden і звернулася до The Game Kitchen як до партнера з розробки, оскільки була вражена їхньою роботою над Blasphemous. Студія почала роботу над проєктом приблизно на півдорозі розробки Blasphemous II.
Члена Клану Чорного Павука ввели як другого ігрового персонажа, оскільки команда вважала цікавим для гравців керувати героєм, який зазвичай є антагоністом у серії Ninja Gaiden. Спочатку команда надихалася 3D-іграми Ninja Gaiden та експериментувала з бойовою системою на основі комбо, але не змогла реалізувати її у форматі 2D, тому швидко перейшла до стилю старіших 8-бітних і 16-бітних ігор Ninja Gaiden, що роблять акцент на динаміці руху та ефективному знищенні ворогів. Team Ninja виступила консультантом гри та надавала відгуки The Game Kitchen після тестування ранніх версій гри.
Композитором Ragebound став Серхіо де Прадо, а також до роботи долучилися композитори оригінальної трилогії Ninja Gaiden — Кейдзі Ямагісі, Рюїчі Нііта та Каорі Накабай.
Ragebound було анонсовано на церемонії The Game Awards у грудні 2024 року. Team Ninja оголосила 2025 рік «Роком нінджя», адже цього року вийдуть Ragebound, Ninja Gaiden 2 Black і Ninja Gaiden 4.

## Реліз
Гра вийшла для Windows, Nintendo Switch, PlayStation 4, PlayStation 5, Xbox One та Xbox Series X і Series S 31 липня 2025 року. Фізичне видання гри випустить Silver Lining Interactive 12 вересня 2025 року для PS5 та Nintendo Switch.

## Відгуки
| Агрегатор  | Оцінка                                |
| ---------- | ------------------------------------- |
| Metacritic | 84/100 (PC) 83/100 (PS5) 83/100 (XSX) |
| OpenCritic | 93%                                   |

| Видання        | Оцінка     |
| -------------- | ---------- |
| Game Informer  | 9.5/10     |
| GameSpot       | 8/10       |
| GamesRadar+    | 4/5 зірок  |
| IGN            | 9/10       |
| Nintendo Life  | 8/10 зірок |
| PC Gamer (США) | 78/100     |

Ninja Gaiden: Ragebound отримала «загалом схвальні» відгуки, згідно з агрегатором рецензій Metacritic. IGN оцінив гру на 9/10, похваливши її художній стиль і назвавши бій «задовільним». GamesRadar+ відзначив складність та бойову систему гри, хоча критикував систему покращень. Game Informer високо оцінив ігровий процес і платформінгові випробування Ragebound, заявивши, що «важко відірватися від гри». Nintendo Life похвалив дизайн рівнів та битви з босами, але розкритикував відсутність підтримки Nintendo Switch 2, що призводить до проблем із частотою кадрів. Коротка тривалість гри отримала змішані відгуки: PC Gamer похвалив відсутність повторюваності ігрового процесу, тоді як GameSpot заявив, що гра «закінчується передчасно».